# دنو كي (سياهو)
دنو کي (بالفارسية: دنوکی) هي قرية تقع في إيران في قسم سياهو الريفي. يقدر عدد سكانها بـ 22 نسمة بحسب إحصاء 2016.